# مولانا محمد عمر سربازی
محمد عمر ملازهی معرف به مولانا محمد عمر سربازی ( زادهٔ ۱۳۱۵ هجری شمسی در سرباز – درگذشته ۲۲ اسفند ۱۳۸۵ در پادیک) از چهره‌های مشهور اهل سنت ایران، عضو طریقت «نقشبندیه مجددیه»، «قادریه» و برادر او مولانا عبدالرحمن امام جمعه اهل سنت شهر چابهار است. مولانا محمد عمر سربازی مؤسس«منبع العلوم کوه ون» پادیک بود.

## زندگی
«مولانا محمد عمر سربازی بن ملا احمد بن ملا عبدالرحمن» در ۱۳۱۵ هجری شمسی در روستای «انزا» شهرستان «سرباز» بدنیا آمد. از سن ۹ سالگی تا دو سال به مدرسه دولتی رفت سپس در سال سوم مدرسه را  در پی علوم اسلامی برای همیشه رها کرد. تسلط در «عرفان» و «تصوف»، «تفسیر»، «حدیث»، «فقه»، «فتوا» و «طب» نفوذ و اعتبار زیادی برایش در قشر عوام و خواص اهل سنت «بلوچستان» داشت. هر چند وی تا پایان عمرش در منطقه دور افتاده «کوه ون» گذران کرد اما تفسیر(تبیین الفرقان)، حدیث(شرح های مختلف بر کتاب های سته حدیث)، فقه و فتوا (فتوای منبع العلوم کوه ون)  سندیت قوی بر جایگاه علمی وی است.
کتاب های ابتدایی دینی مانند «گلستان سعدی»، «میزان و منشعب»، «پنج کتاب»، «منیة المصلی»، «مختصر قدوری» در ده سالگی آموخت.
از ۱۱ سالگی بدست «غلام محمد دالبندینی نقشبندی» خلیفه مجاز شاه «ولی الله خراسانی» بیعت می کند. همچنین کتاب «نورالظلم» را نزدش فرا می گیرد. به نظر می رسد در هجرت تحصیلی او به «پاکستان» استاد بیعت وی تاثیر داشته؛ بر اساس زندگینامه وی استاد طریقتش او را تشویق به تحصیل علوم دینی می کند و او می پرسد: «مگر برای شما در تحصیل من کشفی رخ داده؟» استاد می گوید: «چرا عزیزم بلکه برای ما واضح شده است».
در سال ۱۳۲۸ ه.ش در ۱۳ سالگی و تا ۵ سال آینده را برای تحصیلات در «کراچی»، «پاکستان» می گذراند. ابتدا در سال اول به مدرسه «احرار الاسلام» می رود سپس در سال دوم وارد مدرسه بزرگ و مشهور «مظهر العلوم کراچی» می شود. مدیر مدرسه در آن دوران مولانا «محمد صادق» نام داشت، وی از فارغ التحصیلان مدرسه «دارالعلوم دیوبند» و از شاگردان خاص مولانا «محمود الحسن» ملقب به «شیخ الهند» می باشد.
ترجمه و تفسیر و حدیث را در نزد مولانا «فضل احمد کراچوی» همچنین فقه، نحو، بلاغت،  تجوید و قرائت را از قاری «محمد رعایت الله دیوبندی» و علم ادب، صرف، اصول،  و همچنین منطق را در محضر مولانا «عبدالحلیم افغانی» شاگرد خاص «انور شاه کشمیری» فرا گرفت.  بعلاوه دروس دیگری را نزد علمای شاخص گذراند.
در زمان تحصیل رساله «وتد الایمان»، «خیرالمقاصد»، «حقیقت ایمان و اسلام» را تحریر میکند. همچنین مدرسه «حنفیة» را در محله «کلری» کراچی بنیان نهاد. پیروزی اش در  مناظره با «جودپوری»، «عبدالحامد بدایونی» و «مفتی صاحبداد» سه نفری که از پیشوایان فرقه «بریلویت» بودند. برایش شهرت و اعتبار زیادی در نزد علمای «پاکستان» می آورد.
همینطور همکاری و فعالیت گسترده در نهضت «حزب احرار» به سرپرستی «شاه عطاء الله بخاری» معروف به «امیر شریعت» و رابطه مستقیم با رهبران آن به ویژه امیر آن یکبار موجب زندانی شدن وی می شود.
مولانا محمد عمر سربازی سرانجام در ۱۳۷۳ ه.ق تقریبا  مصادف با ۱۳۳۳ ه.ش به وطن باز می گردد
مولانا محمد عمر سربازی پس از بازگشت به وطن پیاپی در سال۱۳۷۴ه.ق مصادف با ۱۳۳۳ ه.ش راهی «افغانستان» می شود تا راه تصوف را در نزد «غوث محمد هروی» فرزند «شاه ولی الله خراسانی» ادامه دهد. «غوث محمد هروی» در سال ۱۳۷۶ ه.ق معادل ۱۳۳۵ وفات نمود. مکرراً در ۱۳۷۷ ه.ق تقریبا مقارن ۱۳۳۶ ه.ش عازم «افغانستان» شد و به نزد مولانا ««شاه بهاالدین شهید»  (فرزند و خلیفه ارشد غوث محمد هروی) تجدید بیعت نمود. پس از سه سفر عرفانی در محضر «شاه بهاالدین شهید» سلوک عارفانه خویش را در چهار سلسله عرفانی؛ نقشبندیه مجددیه، چشتیه، قادریه، سهروردیه به اتمام رساند.
«مکتوبات سربازی» مجموعه پاسخنامه های از وی می باشد که در بیش از  هفت جلد جمع آوری شده . بیشتر محتویات آن جواب مریدان و شاگردان درباره مسائل و مکاشفات عرفانی و تعابیر خواب ها می باشد.
«خلاصه التصوف» نام کتابی از او در زمینه تصوف که اثبات تصوف از قرآن کریم و احادیث نبوی (ص) و خلاصه لطایف و مراقبات طریقه نقشبندیه در آن جمع شده است.
از مشهورترین خلفای وی می توان به «مولانا عبدالرحمن چابهاری» (برادر کوچکتر)، مولانا «عبیدالله افروخته» ،مولانا «محمد سلیم آزاد»، مولانا «شمس الحق فقهی، مولانا «جلال الدین صوری زهی»، مولانا «عبدالحق رودینی» اشاره کرد.

## آثار
عنوان اغلب کتابها بدین قرار می باشد:
```
۱- تبیین الفرقان در تفسیر قرآن کریم
۲- احسان الباری شرح صحیح بخاری
۳- مکتوب العاری اختصار عمده القاری
۴-انعام المنعم شرح صحیح مسلم
۵-الطاف الودود شرح سنن ابی داوود
۶- خیرالسرمدی تقریر سنن ترمذی
۷- کشاف التباریخ تقاریر مشکوه المصابیح
۸- تقاریر بلوغ المرام
۹- فتاوای منبع العلوم کوه ون
۱۰- مکتوبات سربازی
۱۱- ضروریات مبلغین
۱۲- فؤائد فاضله فی بیان الفاتحه
۱۳- خیرالمقاصد
۱۴- کنز الدارین
۱۵- زادالحقیر للحاج الی بیت العلی الکبیر
۱۶- المنجیات والمهلکات
۱۷- الهدایه فی تحقیق الشرک فی الرساله
۱۸- تبصره عاجله فی بیان فضائل بعض صحابه
۱۹- اسلام وسائنس عالم
۲۰-احداث العوام
۲۱- ارشاد المجودین
۲۲- قره العینین فی مقدمات الصحیحین
۲۳- اهمیت ریش در اسلام
۲۴- انوار دوازده گانه
۲۵- موارد الشوارد
۲۶-التحذیر عن ارتکاب التصویر
۲۷- ستر شرعی
۲۸- پیکار با اسبال ازار
۲۹- شمشیر بران بر اشراک و بدعات دوران
۳۰- دیوان عمر
۳۱- سوغات برادران
۳۲- مواعظ حسنه
۳۳- صدای فطرت
۳۴- حقیقت بردگی در اسلام
۳۵- گلدسته بهارستان
۳۶- شفاء الاسقام
۳۷- ارغام الجاحد در دفاع از مقام علمی امام اعظم رحمه الله
۳۸- التحقیق الوجیز فی مسئله التعویذ
۳۹- سراغ حقیقت خلفای راشدین از دیدگاه امیر المؤمنین
۴۰- ارمغان دوستان
۴۱- حکم الاحکام الربوبیه
۴۲- خلاصه الحقائق
۴۳- فضل المیمون فی تعریفات الفنون
۴۴- سر گذشت خود نوشت
۴۵- گلشن جعفری در اسانید عمری
۴۶- منظومه الآلی در عقیده
۴۷- منثوره العوالی شرح منظومه
۴۸- التوضیح والاعلان فی تحقیق تراویح رمضان
۴۹- انوار ساطعه فی بیان الفاتحه
۵۰- وتد الایمان
۵۱- خلاصه التصوف
۵۲- تدبیر دفع مصائب وبلیات
۵۳- توشه ناجی شرح سراجی
۵۴- هشدار به مسلمین
۵۵- البینات للمتفرسین
۵۶- پرسش وپاسخ های ارزشمند برای جوانان ارجمند
۵۷- مقالات هفتگانه
۵۸- نسب نامه
۵۹- رفع اشتباهات از عدم وجود جمعه در دهات
۶۰- شمشیر حیدری دربیان مضرات تلویز یون
۶۱- وصیت نامه عمری
۶۲- خورشید تابان بر بردگان بلوچستان
۶۳- آیا بیماریها مسری هستند ؟
۶۴- زکات اموال برای مدارس
۶۵- رجاءالمقبول ترجمه اسوه الرسول
۶۶- ضمائرالحکمه ترجمه بصائر الحکمه حکیم الامت
```